# Heteroteuthis dagamensis
Heteroteuthis dagamensis är en bläckfiskart som beskrevs av Robson 1924. Heteroteuthis dagamensis ingår i släktet Heteroteuthis och familjen Sepiolidae. IUCN kategoriserar arten globalt som otillräckligt studerad. Inga underarter finns listade i Catalogue of Life.